# كريس جارفيس
كريس جارفيس هو مجدف كندي، ولد في 10 سبتمبر 1980 في سانت كاثرينز في كندا.

## وصلات خارجية
- كريس جارفيس على موقع الاتحاد الدولي للتجديف (الإنجليزية)
- كريس جارفيس على موقع اللجنة الأولمبية الدولية (الإنجليزية)
- كريس جارفيس على موقع أوليمبيديا (الإنجليزية)
- كريس جارفيس على موقع اللجنة الأولمبية الكندية (الإنجليزية)